# Frimureri
 Der er for få eller ingen kildehenvisninger i denne artikel, hvilket er et problem. Du kan hjælpe ved at angive troværdige kilder til de påstande, som fremføres i artiklen.

Frimureri er esoteriske læresystemer, der i vore dage baserer sig på indvielse gennem ritualer.
Ordet "frimurer" er en oversættelse af det engelske "freemason", hvilket betyder "fri murer". Det kommer af udtrykket "freestone-mason", der blev brugt i middelalderen om stenhuggere, bygmestre og arkitekter. Frimurerne holdt deres møder i en lukket forening, såkaldt loge. Kun medlemmer havde adgang til møderne. Medlemmerne måtte underkastes en gradvis instruktion i idealer af etisk og metafysisk karakter gennem en serie fortrolige ritualer. Dette er oprindelsen til frimurernes såkaldte grader.
I 1700-tallet fik en række kongelige, kejsere, adelige og intellektuelle interesse for frimureri. Logerne kunne i perioden tiltrække de højeste samfundsklasser, og tilknytningen til murerfaget ophørte gradvist.
Siden dannelsen af den første storloge (paraplyorganisation) i 1717 i England har de enkelte frimurerloger været organiseret under landsdækkende storloger. Storlogerne koordinerer de frimureriske aktiviteter i logerne.
Frimureri kan også defineres som en form for en religiøs orden, fordi frimurerbrødrene forventes at leve efter broderskabets særlige moralkodeks. Dette moralkodeks defineres i storlogens konstitution/vedtægter.
Nogle danske teologer har kritiseret frimureri, og frimureriet er blevet betegnet som pseudo-religiøsitet.
Antallet af frimurere har gennem mange år været faldende. F.eks. i USA er logernes samlede medlemstal faldet med ca. 75 % (3 mio. personer) i perioden 1959-2018, og i Storbritannien er antallet af loger under The United Grand Lodge of England faldet med 99 loger hvert år i perioden 2006-2016, mens medlemstallet er faldet med ca. 24 % (65.225 personer) i perioden 2007-2016.

## Historie

### Legender kontra faktuel historie
Den engelske forsker i frimureri Bernard E. Jones sondrer mellem frimureriets legender og faktuelle historie:
- Legender: Fra middelalderens engelske håndværkerlav kendes legender om frimureriets oprindelse. Legenderne fortæller, at de frie murere fungerede som arkitekter ved opførsel af katedraler og andre større byggerier. Påstanden er, at frimureriet går tilbage til arkitekturens oprindelse i en mytisk fortid.

- Faktuel historie: Historisk kan man dokumentere udviklingen af frimureriet fra slutningen af det 14. århundrede. Det engelske Regiusmanuskript er det ældste kendte manuskript med frimurernes regelsæt og dateres til ca. 1390. Ifølge Regiusmanuskriptet blev frimureriet bragt til England i Athelstans regeringstid (924-939). Sankthansdag 1717 blev storlogen i London stiftet af fire frimurerloger. I 1723 udgav storlogen en konstitutionsbog, der definerede frimureriets idégrundlag.[4]

De frie mureres gilder antog fra gammel tid andre samfundsgrupper end murerne, hvilket bl.a. fremgår af passager i Regiusmanuskriptet. Udviklingen fortsatte og forstærkedes i 1700-tallet, hvor en række kongelige, kejsere, adelige og intellektuelle fik interesse for frimureriet.
Frimurerlogerne kunne tiltrække de højeste samfundsklasser, og tilknytningen til murerfaget ophørte gradvist fra oplysningstiden.

### Fra operative til spekulative loger
Eftersom forbindelsen til murerfaget ophørte sondres mellem operative og spekulative loger. De operative loger var de frie mureres gilder, hvorimod de spekulative loger udviklede sig til nutidens frimurerbevægelser.
De middelalderlige lav bandt murere til et bestemt sted som f.eks. en by, og de kunne ikke uden videre rejse mellem forskellige arbejdssteder. Det førte til oprettelsen af "frie murere", dvs. murere, som ikke var bundet af et tilhørsforhold til et lav, men som frit kunne søge arbejde, hvor det fandtes. Disse frimurere blev hurtigt meget dygtige i deres fag, fordi de rejste omkring og derved løbende tilegnede sig nye kundskaber om den seneste viden inden for arkitektur og bygningskunst.
I 1700-tallet fik en række kongelige, kejsere, adelige og intellektuelle interesse for frimureriet. Logerne kunne efterhånden tiltrække de højeste samfundsklasser, og tilknytningen til murerfaget ophørte. Logerne ændrede sig dermed fra såkaldte operative loger til såkaldte spekulative loger.
De operative loger var de frie mureres gilder, hvorimod de spekulative loger udviklede sig til det moderne frimureri, der eksisterer i dag.

### Den første storloge
Den 24. juni 1717 dannede fire engelske loger i London verdens første storloge (Premier Grand Lodge). Årsagen var ifølge James Anderson, at de fire loger ønskede, at frimurerne skulle ledes af en fælles stormester. I 1723 udgiver storlogen sin første konstitution. Forfatterne var sandsynligvis den skotske præst James Anderson, filosoffen John Theophilus Desaguliers og den tidligere stormester George Payne. Den deistisk inspirerede ingeniør og filosof Desaguliers skriver konstitutionens indledning, der lovpriser ordenens stormester og protektor "His Grace the DUKE of MONTAGU". James Anderson udvikler konstitutionens historiske legender på grundlag af ældre skrifter fra logerne. Ifølge James Anderson skal en frimurer tro på et skabende princip, og han er udelukkende forpligtet til at adlyde dydernes love. Hvad guddommen kaldes er en privat sag. De fleste grene af frimureriet har en fælles tro på "et højeste væsen" (Gud). I 1738 udkommer en ny og mere fyldig version af konstitutionen. James Anderson er ikke historiker i moderne forstand. Hans oplysninger om storlogen er ofte upræcise, men værket er den eneste kendte kilde til udviklingen af storlogen i London i perioden 1717-1723.
I 1750'erne opstod en konkurrerende storloge, der kaldte sig "De Gamle" for at understrege, at de stod for det ægte, gamle frimureri. Den første storloge blev omtalt som "De Moderne". Den vigtigste forskel på de to storloger var synet på kristendommen. "De Moderne" krævede kun en tro på et højeste væsen. "De Gamle" krævede, at kandidaten var kristen. Frimurerbevægelsen var splittet i en kristen og en deistisk fraktion; men i slutningen af det 18. århundrede arbejdede storlogerne på en gensidig anerkendelse. Storlogerne forenedes i The United Grand Lodge of England.
Af The United Grand Lodge of Englands konstitution af 1960 fremgår følgende: "Lad en mands religion eller tilbedelse være hvad den måtte være, han er ikke ekskluderet fra ordenen, når bare han tror på Den Store Arkitekt af himmel og jord, og udfører de hellige pligter af moral." (her oversat til dansk). Ateister kan på denne baggrund ikke antages som medlemmer. I logerne må desuden ikke diskuteres forretning, politik eller religion. Denne tankegang er grundlaget for det humanitære frimureri.

### Frimureri i Danmark
Frimureriet kom til Danmark i 1743, hvor logen St. Martin stiftedes i København af en række frimurere, der var medlemmer af storloger i udlandet. Herefter stiftedes yderligere en række loger i København og i hertugdømmerne. I 1749 oprettedes Den Dansk-Norske Provinsial-Storloge med Christian Conrad greve Danneskiold-Laurvig som provinsialstormester. Den Dansk-Norske Provinsial-Storloge blev nedlagt i forbindelse med indførelsen af systemet strikte observans i 1765, hvor et Præfektur under VII Provins af strikte observans med navnet Binin i stedet blev oprettet. I 1767 blev St. Martin forenet med Zorobabel under det nye navn Zorobabel zum Nordstern. I 1778 etableredes endnu en loge i København, Friedrich zur Gekrönten Hoffnung, der i 1855 blev forenet med Zorobabel zum Nordstern, som derved fik sit nuværende navn Zorobabel og Frederik til det kronede Haab (i daglig tale kaldet Zorobabel og Frederik eller blot Z & F). Zorobabel og Frederik eksisterer stadig i dag som en af logerne under Den Danske Frimurerorden.

## Foreninger i Danmark

### Den Danske Frimurerorden
Den Danske Frimurerorden blev stiftet 16. november 1858. Foreningen anvender frimurerritualerne fra det såkaldte svenske system. Man skal være døbt i den kristne tro for at kunne blive medlem af foreningen.
Den Danske Frimurerordens medlemmer har grader i overensstemmelse med det svenske system. Der er 11 grader. Hver grad har sine kendingstegn såsom omtale, tiltaleform, ord og løsen. F.eks. kaldes medlemmer med 1. grad for "Sankt Johannes Lærlinge" og tiltales som "Flittige Sankt Johannes Lærlinge". 1. grads ord og løsen er hhv. "Jakin" ("Gud har skabt mig") og "Tubalkain".
Ligeledes har hver grad sit optagelsesritual. F.eks. indeholder optagelsesritualet i 1. grad nogle spørgsmål til den person, der søger optagelse. Under optagelsesritualet i 4.-5. grad går personen ensomt gennem en lang, mørk gang dekoreret med kranier og knogler for at finde en akaciegren, og senere bliver personen præsenteret for en statue af Harpokrates. I de højere grader bliver dele af ritualerne ledet og udført af præster, som normalt er ansat i den danske folkekirke.

### Le Droit Humain
Den Internationale Frimurerorden for Mænd og Kvinder Le Droit Humain blev dannet i 1893 og har sit hovedsæde i Paris. Le Droit Humain har loger i 63 lande fordelt på de fem kontinenter.
Den Skandinaviske Federation af ordenen har otte loger: tre i Danmark, en i Norge og fire i Sverige.
Le Droit Humain er en af de få frimurerordener i verden, hvor mænd og kvinder optages og arbejder sammen på lige vilkår.

### Storlogen af Danmark
Storlogen af Danmark blev stiftet 14. april 1929 på grundlag af Stororienten af Danmark og Den Danske Stororient. Storlogen af Danmark arbejder efter ritualet Ritus Hauniensis (de københavnske riter), Mark-graden og Kongelig Buegrad (Royal Arch). Storlogen af Danmark optager mænd af alle trosretninger. Nogen tilslutter sig i stedet Det Danske Frimurerlaug, da dette også bygger på den tradition, at der kræves en tro på en eksistens af et højere væsen.

### Øvrige storloger og loger i Danmark

#### Storloger
- Cirkel-Ordenen
- Storlogen af Gamle Frie og Antagne Murere af Danmark

#### Loger under Den Kvindelige Storloge af Belgien
- Logen Freja (optager kun kvinder)
- Logen Lilium (optager kun kvinder)

#### Loger uden storloge-regulering
I Danmark er de fleste loger organiseret under selvstændige storloger, men der findes også enkelte uafhængige frimurerloger, som ikke er storloge-regulerede.
- Danske, Frie og Uafhængige Murere
- Sct. Andreas Ordenen

## Kritik af frimureri
Frimurerne ser religion som en privat sag. Denne holdning, kombineret med frimurernes ritualer og måden frimurere organiserer sig på, har indimellem ført til konfrontationer mellem frimurere og ledere i totalitære stater.
Religiøse grupper, som bekender sig meget bogstaveligt til deres religion, må forholde sig kritisk til frimurernes idé om, at religion er en privat sag. Den dag i dag er frimureri lyst i band af paven, hvad der senest er understreget i en fortsat gældende bulle, der i 1983 blev signeret af kardinal Joseph Ratzinger, den senere pave Benedikt 16.
Der har igennem tiderne helt frem til i dag været rejst kritik af frimureriet, som har budt på alt, fra at frimurere har en skjult politisk dagsorden (er en form for skyggeregering), uforenelighed med kristendom, til at frimureriet i virkeligheden er en satanistisk religion.
Christian 6. var kritisk over for frimureriet.
I de fascistiske regimer Nazityskland og Spanien under Francisco Franco blev frimurere forfulgt. De socialistiske stater Sovjetunionen, Nord Korea, Kina og DDR forbød frimureri.
Nogle danske teologer har kritiseret frimureri og kaldt det for pseudo-religiøsitet og spild af tid.
I 1994 udgav professor, dr.theol. Dag Sverre Mogstad bogen Frimureri – Mysterier, Fellesskap, Personlighetsdannelse, der beskriver frimurerritualer og kritiserer frimureriet. Den Danske Frimurerorden gik til Danmarks domstole og krævede, at bogen blev forbudt i Danmark. Domstolene gav ikke frimurerne medhold i kravet, og bogen blev udgivet i Danmark.
Norsk udbryder af frimurerloge Roger Karsten Aase udgav bogen Frimurernes hemmeligheter – Fortalt fra innsiden i 2009, der grundigt beskriver frimurerritualer og kritiserer Den Norske Frimurerordens øverste ledelse for at dække over en angivelig økonomisk svindel i en norsk frimurerloge. Derudover rejser han i bogen en generel kritik af frimureri.

## Frimurere
Antallet af frimurere har gennem mange år været faldende. Det gælder i såvel Danmark som andre lande. De tre danske foreninger Den Danske Frimurerorden, Det Danske Frimurerlaug og Johanneslogeforbundet har tidligere haft tilsammen over 10.000 medlemmer, hvilket var faldet til ca. 8.500 medlemmer i 2017. I USA er 1,1 mio. personer medlemmer af loger i 2018, hvilket er det laveste antal nogensinde ifølge The Economist. I 1959 var 4,1 mio. personer i USA medlemmer af loger, og dermed er medlemstallet faldet med ca. 75 % (3 mio. personer) på mindre end 60 år. Over en periode på ti år er antallet af loger under The United Grand Lodge of England i Storbritannien faldet fra 8.389 loger i 2006 til 7.401 loger i 2016, hvilket er et fald på ca. 99 loger hvert år. Medlemstallet for The United Grand Lodge of England er faldet fra 270.000 medlemmer i 2007 til 204.775 medlemmer i 2016, hvilket er et medlemsfald på ca. 24 % (65.225 personer) over en periode på ni år. I 2015 fortalte en amerikaner, at han valgte at melde sig ud af frimureriet, efter han havde opnået 32. grad, fordi frimureri ifølge ham er blevet forældet og irrelevant. Han mener også, at frimureri ikke bidrager med noget i dag bortset fra almindelig velgørenhed, og at det ikke længere er attraktivt for progressive og intellektuelle at blive medlemmer.
Frimureri er ikke længere forbeholdt en bestemt samfundsklasse eller elite. Tidligere tiltrak frimureri en række betydningsfulde og kendte mennesker. I dag kan personer fra alle samfundsklasser blive medlemmer. Nogle af disse personer har præget frimureriet.
Lister med kendte frimurere kan kaldes en selvstændig populær genre inden for litteraturen om frimureri. Et par eksempler på gernen er William R. Denslows 10,000 Famous Freemasons fra 1957 og Edgar Collins Fremragende danske frimurere – En Samling Portraiter med Biografier fra 1872 og 1875. Hertil kan nævnes I Guld og Himmelblåt – Frimureriet i Danmark gennem 250 år, 1743-1993 udgivet af Den Danske Frimurerorden i 1992, der indeholder en liste på 14 sider med over 150 navne på kendte frimurere.
Den Danske Frimurerorden udgiver løbende en matrikel, der rummer en oversigt over samtlige medlemmer. Matriklen sælges af Den Danske Frimurerorden og er endvidere tilgængelig på nogle af landets biblioteker.
Flere udenlandske storlogers hjemmesider indeholder omfattende lister og oversigter over tidligere og nuværende medlemmer, bl.a. hjemmesiderne for The United Grand Lodge of England og The Grand Lodge of the State of Louisiana.

### Danske frimurere
- Forfatter Werner Abrahamson
- Trompetist Ole Andersen
- Digter Jens Baggesen
- Godsejer Carl Frederik Blixen Finecke
- Christian 8. (leder af frimureri i Danmark 1836-1848)
- Christian 10. (leder af Den Danske Frimurerorden 1912-1947)
- Socialdemokratisk lokalpolitiker Peter Klaus Duetoft
- Suppe-steg-og-is-musiker Ole Erling
- Frederik 7. (leder af frimureri i Danmark og senere Den Danske Frimurerorden 1848/1849-1863; godkender i 1855 at loger i Danmark skal anvende det svenske system, hvor den kristne tro og lære er central)
- Frederik 8. (leder af Den Danske Frimurerorden 1871-1912)
- Borgmester Jørgen Glenthøj
- Okkultist Carl William Hansen
- Prins Harald (leder af Den Danske Frimurerorden 1947-1949)
- Komiker Amin Jensen[24]
- Revyskuespiller Flemming Krøll (har meldt sig ud af Den Danske Frimurerorden)
- Komiker Kasper Le Fevre
- Musiker Bjarne Lisby (meldte sig ud af Den Danske Frimurerorden i 2010'erne)
- Socialdemokratisk minister Orla Møller
- Musiker Lille Palle (meldte sig ud af Den Danske Frimurerorden i 2010'erne)
- Skuespiller Hans W. Petersen
- Arkitekt Holger Rasmussen
- Psykolog og heraldiker Grunddal Sjallung
- Sanger Bjørn Tidmand (meldte sig ud af Den Danske Frimurerorden i 2010'erne)
- Topografisk forfatter J.P. Trap (leder af Den Danske Frimurerorden 1870-1871)

### Udenlandske frimurere
- Skotsk forfatter James Anderson (udgav The Constitutions of the Free-Masons)
- Italiensk politiker Silvio Berlusconi (var medlem af Propaganda Due (P2))
- Norsk terrorist og massemorder Anders Behring Breivik (ekskluderet af Den Norske Frimurerorden efter terrorangrebene i Norge 22. juli 2011)[25]
- Tysk skolemand Joachim Heinrich Campe
- Amerikansk soldat og pelsjæger Davy Crockett
- Amerikansk bokser Jack Dempsey
- Fransk adelsmand Gilbert du Motier de La Fayette
- Østrigsk komponist Joseph Haydn
- Amerikansk embedsmand J. Edgar Hoover
- Ungarsk-amerikansk tryllekunstner Harry Houdini
- Amerikansk visesanger Burl Ives
- Engelsk forfatter Rudyard Kipling
- Tysk digter Gotthold Ephraim Lessing (udgav Ernst und Falk i 1780, der kritiserer samtidens frimureri)
- Amerikansk flyver Charles Lindbergh
- Svensk industrimand Arvid Lindman
- Engelsk okkultist og magiker Samuel Liddell MacGregor Mathers
- Svensk skuespiller Thor Modéen
- Engelsk bankmand Moses Montefiore
- Tysk komponist Leopold Mozart
- Østrigsk-tysk komponist Wolfgang Amadeus Mozart
- Britisk imperialist og mineejer Cecil Rhodes
- Svensk digter Viktor Rydberg
- Svensk embedsmand Elis Schröderheim
- Norsk maler Gudmund Stenersen